# Ssangmun-dong
Ssangmun-dong (hangul: 쌍문동, hancha: 雙門洞) – dong w Seulu, w dzielnicy Dobong-gu. Według danych z 2021 roku zamieszkiwany był przez 75866 osób.
Lokalizacja została spopularyzowana na arenie międzynarodowej przez koreańskie seriale telewizyjne Eungdaphara 1988 z 2015 roku i Squid Game z 2021 roku.